# واتون
وانتون یک بخش در شهرستان سووآ در ناحیه رون-آلپ در جنوب شرق کشور فرانسه است.